# Llista de governants aiúbides
La dinastia aiúbida dominà moltes parts de l'Orient Mitjà i Àfrica del Nord als segles xii i xiii. La següent és una llista de governants aiúbides per províncies.

## Soldans d'Egipte
- Saladí 1174- 1193
- Al-Aziz Uthman ibn Salah-ad-Din 1193- 1198
- Al-Mansur Muhàmmad ibn Taqí-d-Din Umar 1198- 1200
- Al-Àdil I 1200- 1218
- Al-Kàmil ibn al-Àdil 1218- 1238
- Al-Àdil II 1238- 1240
- As-Sàlih Ayyub 1240- 1249
- Turan-Xah ibn as-Sàlih Ayyub 1249- 1250
- Al-Àixraf Mussa ibn al-Mansur Ibrahim 1250- 1254 (nominalment, de fet governà el mameluc al-Muïzz Àybak)

## Soldans i emirs deDamasc
- Saladí 1174- 1193
- Al-Àfdal ibn Salah-ad-Din 1193- 1196
- Al-Àdil I 1196- 1218
- Al-Muàddham ibn al-Àdil 1218- 1227
- An-Nàssir Dawud 1227- 1229
- Al-Àixraf ibn al-Àdil 1229- 1237
- As-Sàlih Ismaïl (aiúbida) 1237- 1238
- Al-Kàmil ibn al-Àdil 1238
- Al-Àdil II 1238- 1239
- As-Sàlih Ayyub 1239
- As-Sàlih Ismaïl (aiúbida) (2a vegada) 1239- 1245
- As-Sàlih Ayyub (2a vegada) 1245- 1249
- Turan-Xah ibn as-Sàlih Ayyub 1249- 1250
- An-Nàssir Yússuf ibn al-Aziz 1250- 1260

## Emirs d'Alep
- Saladí 1183- 1193
- Adh-Dhàhir ibn Salah-ad-Din 1193- 1216
- Al-Aziz Muhàmmad 1216-1236
- An-Nàssir Yússuf ibn al-Aziz 1236- 1260

## Emirs deBaalbek
- Al-Muàddham Turan-Xah
- Farrukh-Xah
- Al-Àmjad Bahram-xah

## Emirs deHamat
- Al-Mudhàffar Taqí-d-Din Úmar 1178 - 1191
- Al-Mansur Muhàmmad ibn Taqí-d-Din Umar 1191 - 1221
- An-Nàssir Kilij Arslan ibn Taki al-Din 1221 - 1229
- Al-Mudhàffar Sulayman ibn Taki al-Din 1229 - 1244
- Al-Mansur ibn al-Mudhàffar 1244 - 1284
- Al-Mudhàffar ibn al-Mansur 1284 - 1299
- Abu-l-Fidà 1310 - 1331
- Al-Àfdal ibn Abi-l-Fidà 1331 - 1334

## Emirs deHoms
- Al-Qàhir ibn Xírkuh 1178 - 1186
- Al-Mujàhid ibn al-Qàhir 1186 - 1240
- Al-Mansur ibn al-Mujàhid 1240 - 1246
- Al-Àixraf ibn al-Mansur 1246 - 1260
- As-Sàlih ibn al-Àixraf 1260 - 1263

## Emirs deHisn Kayfa
- As-Sàlih Ayyub 1232- 1239
- Turan-Xah ibn as-Sàlih Ayyub 1239- 1249
- Al-Àwhad 1249- 1283
- Aquesta línia continuà al segle XVI

## Emirs deKerak
- Saladí Yusuf ibn Nadj al-Din Ayyub 1189-1193
- Al-Àfdal ibn Salah-ad-Din 1193-1196 (de Damasc i Kerak)
- Al-Àdil I Abu Bakr ibn Nadj al-Din Ayyub 1196-1218 (de Damasc i Kerak)
- Al-Muàddham ibn al-Àdil 1218-1227 (de Damasc i Kerak)
- An-Nàssir Dawudd ibn al-Muàddham 1227-1248 (de Damasc i Kerak 1227-1229, després només de Kerak)
- Mussa al-Múghlib Fakhr-ad-Din Úmar ibn al-Muàddham (només a Kerak) 1248-1262 (executat 1263)

## Emirs deMesopotàmia
- Saladí 1185- 1193
- Al-Àdil I 1193- 1200
- Al-Àwhad Ayyub 1200-1210
- Al-Àixraf ibn al-Àdil 1210- 1220
- Al-Mudhàffar Ghazi 1220-1245

## Emirs delIemeni l'Hijaz
- Al-Muàddham Turan-Xah 1173 - 1181
- Tughtaguín 1181 - 1197
- Muïzz-ad-Din Ismaïl 1197 - 1202
- An-Nàssir Ayyub 1202 - 1214
- Al-Mudhàffar Sulayman 1214 - 1215
- Al-Massud Yússuf 1215 - 1229